# Ндрек Лука
Ндрек Лука (алб. Ndrek Luca; 3 сентября 1927, Дукаджини — 16 января 1993, Тирана) — албанский актёр театра и кино, режиссёр.

## Биография
В годы Второй мировой войны участвовал в деятельности Национально-освободительной армии Албании.
После окончания войны учился в авиационной школе в Белграде. В ноябре 1950 года дебютировал на сцене Национального театра Тираны в спектакле «Halili dhe Hajria» («Халил и Хайрия») Коле Яковы.
В качестве режиссёра прославился своей сценической обработкой драмы «Toka jonë» (Наш дом) с либретто Коле Яковы.
Ндрек Лука обладал выразительной мимикой, умело использовал образные жесты, пластику и другие средства актёрского мастерства.
В 1963 году дебютировал в кино в роли Томори в драме «Detyrë e posaçme» . За свою карьеру снялся в более чем 30 ролях, три из них были отмечены государственными наградами.
В 1987 году вышел на пенсию. В конце жизни участвовал в правозащитной деятельности.

## Избранная фильмография
- 1963: Detyrë e posaçme — Томори
- 1966: Oshëtime në bregdet — Юнус Бруга
- 1966: Komisari i Dritës — священник
- 1967: Duel i Heshtur — Рахми
- 1968: Prita — комендант
- 1969: Партизанский отряд — командир отряда
- 1969: Plage te vjetra — Джини
- 1970: Gjurma — Бесим
- 1973: Operacioni Zjarri — Петер Мустакуки
- 1974: Shtigje të luftës — артиллерист
- 1974: Shpërthimi — Гасан
- 1975: Rrugicat që kërkonin diell — Гани Херри
- 1975: Në fillim të verës — генерал Пиццони
- 1976: Pylli i lirisë — Ллано Шлапи
- 1976: Thirrja — Вата
- 1976: Tinguj lufte — Селим
- 1978: Udha e shkronjave TV — Ндрек
- 1978: Nga mesi i errësirës — Мети
- 1979: Mysafiri — Гьерджи
- 1980: Nusja — Дем Мареци
- 1981: Nje nate pa drite — Филипп
- 1981: Qortimet e vjeshtës — Расим-ага
- 1982: Flaka e maleve — ремесленник
- 1983: Fundi i një gjakmarrjeje — Шпенди
- 1984: Koha nuk pret TV — Чен Врапи
- 1984: Lundrimi i parë — Казим
- 1986: Guri i besës — Гджин
- 1990: Balada e Kurbinit — Вухан Паша
- 1996: Viktimat e Tivarit